# Rot-Weiss Essen 2012-2013
Questa voce raccoglie le informazioni riguardanti il Rot-Weiss Essen nelle competizioni ufficiali della stagione 2012-2013.

## Stagione
Nella stagione 2012-2013 il Rot Weiss Essen, allenato da Waldemar Wrobel, concluse il campionato di Regionalliga ovest al 4º posto. In Coppa di Germania il Rot Weiss Essen fu eliminato al primo turno dall'Union Berlino.

## Rosa
| N. |                       | Ruolo | Calciatore            |
| -- | --------------------- | ----- | --------------------- |
| 1  | Germania (bandiera)   | P     | Dennis Lamczyk        |
| 3  | Germania (bandiera)   | C     | Holger Lemke          |
| 4  | Germania (bandiera)   | D     | Michael Laletin       |
| 5  | Germania (bandiera)   | D     | Sebastian Jansen      |
| 6  | Portogallo (bandiera) | C     | Kevin Rodrigues-Pires |
| 7  | Turchia (bandiera)    | C     | Kerim Avcı            |
| 8  | Germania (bandiera)   | C     | Stefan Grummel        |
| 9  | Germania (bandiera)   | A     | Marvin Ellmann        |
| 10 | Germania (bandiera)   | C     | Suat Tokat            |
| 11 | Germania (bandiera)   | D     | Vincent Wagner        |
| 13 | Germania (bandiera)   | C     | Kevin Grund           |
| 14 | Germania (bandiera)   | D     | Maik Rodenberg        |
| 15 | Germania (bandiera)   | D     | Christian Telch       |
| 16 | Italia (bandiera)     | D     | Roberto Guirino       |
| 17 | Benin (bandiera)      | C     | Cebio Soukou          |
| 18 | Germania (bandiera)   | C     | Markus Heppke         |

| N. |                     | Ruolo | Calciatore        |
| -- | ------------------- | ----- | ----------------- |
| 19 | Germania (bandiera) | A     | Konstantin Sawin  |
| 20 | Croazia (bandiera)  | C     | Damir Ivancicevic |
| 22 | Germania (bandiera) | P     | Philipp Kunz      |
| 23 | Germania (bandiera) | C     | Kai Nakowitsch    |
| 24 | Germania (bandiera) | P     | Daniel Schwabke   |
| 26 | Germania (bandiera) | D     | Thomas Denker     |
| 27 | Germania (bandiera) | D     | Max Dombrowka     |
| 27 | Germania (bandiera) | A     | Marcel Schlomm    |
| 28 | Germania (bandiera) | P     | Hendrik Bonmann   |
| 29 | Germania (bandiera) | C     | Elvis Shala       |
| 30 | Germania (bandiera) | A     | Benedikt Koep     |
|    | Germania (bandiera) | D     | Jan Klauke        |
|    | Germania (bandiera) | D     | Michael Wiese     |
|    | Germania (bandiera) | C     | Lucas Arenz       |
|    | Germania (bandiera) | C     | Yannick Geisler   |
|    | Germania (bandiera) | A     | Josue Massoma     |

## Organigramma societario
Area tecnica
- Allenatore: Waldemar Wrobel
- Allenatore in seconda: Robin Krüger
- Preparatore dei portieri: Gregor Pogorzelczyk
- Preparatori atletici:
- Analisi video:

## Calciomercato

### Sessione estiva
| Acquisti | Acquisti              | Acquisti          | Acquisti |
| R.       | Nome                  | da                | Modalità |
| -------- | --------------------- | ----------------- | -------- |
| D        | Max Dombrowka         | Bayern Monaco II  |          |
| A        | Marvin Ellmann        | RW Oberhausen     |          |
| D        | Michael Laletin       | Duisburg II       |          |
| C        | Kevin Rodrigues-Pires | Schalke 04 II     |          |
| A        | Konstantin Sawin      | Idar-Oberstein    |          |
| C        | Cebio Soukou          | Bochum II         |          |
| D        | Christian Telch       | Kickers Offenbach |          |

| Cessioni | Cessioni         | Cessioni             | Cessioni |
| R.       | Nome             | a                    | Modalità |
| -------- | ---------------- | -------------------- | -------- |
| C        | Timo Brauer      | Alemannia Aquisgrana |          |
| D        | Julian Dusy      | Wuppertal II         |          |
| A        | Leon Enzmann     | Wattenscheid 09      |          |
| D        | Dirk Jasmund     | Hüls                 |          |
| A        | Güngör Kaya      | Adanaspor            |          |
| C        | Meik Kuta        | Uerdingen 05         |          |
| D        | Kevin Lehmann    | Wattenscheid 09      |          |
| D        | Adrian Schneider | TuS Ennepetal        |          |
| C        | Cedric Vennemann | Hüls                 |          |

### Sessione invernale
| Acquisti | Acquisti        | Acquisti   | Acquisti |
| R.       | Nome            | da         | Modalità |
| -------- | --------------- | ---------- | -------- |
| P        | Daniel Schwabke | Colonia II |          |

| Cessioni | Cessioni   | Cessioni        | Cessioni |
| R.       | Nome       | a               | Modalità |
| -------- | ---------- | --------------- | -------- |
| A        | Lukas Lenz | Wattenscheid 09 |          |

## Risultati

### Regionalliga

#### Girone di andata
| Arbitro: | Steuer |

|                         |           |                                     |
| Schneider 55’ Nowak 66’ | Marcatori | 35’ Grund 68’, 87’ Koep 90’ Ellmann |

| Arbitro: | Kinhöfer |

|            |           |  |
| Heppke 10’ | Marcatori |  |

| Arbitro: | Börner |

|                     |           |                                       |
| Rasp 48’ Haeder 55’ | Marcatori | 45’ Avcı 46’ Rodrigues-Pires 53’ Koep |

| Arbitro: | Stegemann |

|                       |           |              |
| Ellmann 58’ Sawin 90’ | Marcatori | 70’ Musculus |

| Arbitro: | Glasmacher |

|                                    |           |                 |
| Pospischil 23’, 80’ Cannizzaro 67’ | Marcatori | 32’ (rig.) Koep |

| Arbitro: | Storks |

|                       |           |          |
| Laletin 26’ Grund 63’ | Marcatori | 88’ Erat |

| Arbitro: | Siewer |

|                       |           |            |
| Maouel 11’ Wermes 37’ | Marcatori | 54’ Wagner |

| Arbitro: | Sevinc |

|                                       |           |  |
| Laletin 45’ Koep 59’ (rig.) Grund 77’ | Marcatori |  |

| Leverkusen 26 settembre 2012, ore 19:30 CEST 9ª giornata | Bayer Leverkusen II | 0 – 0 referto | Rot-Weiss Essen | Ulrich-Haberland-Stadion (900 spett.)\| Arbitro: \| Bläser \| |
| Arbitro:                                                 | Bläser              |               |                 |                                                               |

| Arbitro: | Kinhöfer |

|                              |           |           |
| Koep 44’ Wagner 49’ Avcı 68’ | Marcatori | 82’ Barra |

| Herne (Germania) 6 ottobre 2012, ore 13:00 CEST 11ª giornata | Schalke 04 II | 0 – 0 referto | Rot-Weiss Essen | Mondpalast-Arena (2 300 spett.)\| Arbitro: \| Winkmann \| |
| Arbitro:                                                     | Winkmann      |               |                 |                                                           |

| Essen 19 ottobre 2012, ore 19:30 CEST 12ª giornata | Rot-Weiss Essen | 0 – 0 referto | Wiedenbrück | Stadion Essen (8 222 spett.)\| Arbitro: \| Storks \| |
| Arbitro:                                           | Storks          |               |             |                                                      |

| Arbitro: | Steuer |

|             |           |                               |
| Dahmani 39’ | Marcatori | 17’ Sawin 30’ Rodrigues-Pires |

| Arbitro: | Thomsen |

|           |           |            |
| Sawin 10’ | Marcatori | 58’ Kalski |

| Arbitro: | Schmitz |

|             |           |                     |
| Platzek 88’ | Marcatori | 60’ Wagner 70’ Koep |

| Arbitro: | Stegemann |

|                     |           |           |
| Koep 12’ Heppke 71’ | Marcatori | 57’ Bulut |

| Arbitro: | Siewer |

|                                    |           |                      |
| Rodenberg 52’ (aut.) Knappmann 61’ | Marcatori | 70’ Heppke 80’ Sawin |

| Arbitro: | Glasmacher |

|                 |           |                  |
| Koep 64’ (rig.) | Marcatori | 56’ Shapourzadeh |

| Arbitro: | Steuer |

|                                                    |           |          |
| Michel 10’, 64’ Grebe 13’ (rig.) Zeh 27’ Weber 29’ | Marcatori | 49’ Koep |

#### Girone di ritorno
| Arbitro: | Siewer |

|                     |           |                   |
| Soukou 5’ Grund 70’ | Marcatori | 72’ (rig.) Mützel |

| Arbitro: | Altgeld |

|                             |           |                                                 |
| Kaya 56’ (rig.) Tumanan 73’ | Marcatori | 4’ Rodrigues-Pires 8’ (rig.) Koep 12’, 68’ Avcı |

| Arbitro: | Steffens |

|  |           |          |
|  | Marcatori | 77’ Rasp |

| Arbitro: | Sevinc |

|            |           |                                         |
| Thelen 73’ | Marcatori | 27’ Avcı 42’ Sawin 53’ (rig.), 90’ Koep |

| Arbitro: | Winkmann |

|  |           |            |
|  | Marcatori | 12’ Kialka |

| Arbitro: | Steuer |

|                  |           |           |
| Garbuschewski 2’ | Marcatori | 7’ Soukou |

| Arbitro: | Glasmacher |

|                              |           |               |
| Avcı 7’, 35’, 78’ Soukou 58’ | Marcatori | 27’ Schilamow |

| Arbitro: | Athanassiadis |

|                                               |           |  |
| Erwig 27’, 58’, 61’ Bednarski 41’ Mutluer 55’ | Marcatori |  |

| Arbitro: | Steffens |

|                                        |           |  |
| Soukou 9’ Avcı 12’ Grund 52’ Sawin 71’ | Marcatori |  |

| Essen 30 marzo 2013, ore 18:00 CET 29ª giornata | Kray   | 0 – 0 referto | Rot-Weiss Essen | Stadion Essen (7 628 spett.)\| Arbitro: \| Siewer \| |
| Arbitro:                                        | Siewer |               |                 |                                                      |

| Arbitro: | Bandurski |

|          |           |  |
| Avcı 27’ | Marcatori |  |

| Arbitro: | Frömel |

|                   |           |                                                 |
| Okumak 33’ (rig.) | Marcatori | 20’ Avcı 23’ Koep 87’ Rodrigues-Pires 88’ Sawin |

| Arbitro: | Bläser |

|                                     |           |  |
| Avcı 40’ Grund 47’, 80’ Guirino 71’ | Marcatori |  |

| Arbitro: | Schmitz |

|                          |           |  |
| Taşkin 44’ Tsourakis 55’ | Marcatori |  |

| Arbitro: | Sevinc |

|           |           |                                                   |
| Sawin 61’ | Marcatori | 19’, 36’, 44’, 56’ Pisano 71’ Platzek 90’ Dowidat |

| Arbitro: | Storks |

|                   |           |             |
| Kreyer 55’ (rig.) | Marcatori | 90’ Ellmann |

| Arbitro: | Steuer |

|                     |           |                         |
| Rodrigues-Pires 50’ | Marcatori | 2’ Pasiov 65’ Wassinger |

| Arbitro: | Siewer |

|                |           |  |
| Freiberger 21’ | Marcatori |  |

| Arbitro: | Fischer |

|           |           |  |
| Wiese 82’ | Marcatori |  |

### Coppa di Germania
| Arbitro: | Petersen |

|  |           |              |
|  | Marcatori | 120’ Terodde |

## Statistiche

### Statistiche di squadra
| Competizione       | Punti | In casa | In casa | In casa | In casa | In casa | In casa | In trasferta | In trasferta | In trasferta | In trasferta | In trasferta | In trasferta | Totale | Totale | Totale | Totale | Totale | Totale | DR  |
| Competizione       | Punti | G       | V       | N       | P       | Gf      | Gs      | G            | V            | N            | P            | Gf           | Gs           | G      | V      | N      | P      | Gf     | Gs     | DR  |
| ------------------ | ----- | ------- | ------- | ------- | ------- | ------- | ------- | ------------ | ------------ | ------------ | ------------ | ------------ | ------------ | ------ | ------ | ------ | ------ | ------ | ------ | --- |
| Regionalliga ovest | 66    | 19      | 12      | 3       | 4       | 33      | 18      | 19           | 7            | 6            | 6            | 30           | 32           | 38     | 19     | 9      | 10     | 63     | 50     | +13 |
| Coppa di Germania  | -     | 1       | 0       | 0       | 1       | 0       | 1       | 0            | 0            | 0            | 0            | 0            | 0            | 1      | 0      | 0      | 1      | 0      | 1      | -1  |
| Totale             | 66    | 20      | 12      | 3       | 5       | 33      | 19      | 19           | 7            | 6            | 6            | 30           | 32           | 39     | 19     | 9      | 11     | 63     | 51     | +12 |

### Andamento in campionato
| Giornata  | 1 | 2 | 3 | 4 | 5 | 6 | 7 | 8 | 9 | 10 | 11 | 12 | 13 | 14 | 15 | 16 | 17 | 18 | 19 | 20 | 21 | 22 | 23 | 24 | 25 | 26 | 27 | 28 | 29 | 30 | 31 | 32 | 33 | 34 | 35 | 36 | 37 | 38 |
| --------- | - | - | - | - | - | - | - | - | - | -- | -- | -- | -- | -- | -- | -- | -- | -- | -- | -- | -- | -- | -- | -- | -- | -- | -- | -- | -- | -- | -- | -- | -- | -- | -- | -- | -- | -- |
| Luogo     | T | C | T | C | T | C | T | C | T | C  | T  | C  | T  | C  | T  | C  | T  | C  | T  | C  | T  | C  | T  | C  | T  | C  | T  | C  | T  | C  | T  | C  | T  | C  | T  | C  | T  | C  |
| Risultato | V | V | V | V | P | V | P | V | N | V  | N  | N  | V  | N  | V  | V  | N  | N  | P  | V  | V  | P  | V  | P  | N  | V  | P  | V  | N  | V  | V  | V  | P  | P  | N  | P  | P  | V  |
| Posizione | 1 | 2 | 2 | 2 | 4 | 4 | 5 | 4 | 5 | 2  | 3  | 4  | 4  | 4  | 2  | 2  | 3  | 4  | 6  | 6  | 5  | 6  | 5  | 5  | 5  | 5  | 5  | 5  | 5  | 5  | 3  | 3  | 4  | 4  | 5  | 5  | 5  | 4  |

Legenda:

Luogo: C = Casa; T = Trasferta. Risultato: V = Vittoria; N = Pareggio; P = Sconfitta.

### Statistiche dei giocatori
| Giocatore          | Regionalliga ovest | Regionalliga ovest | Regionalliga ovest | Regionalliga ovest | Coppa di Germania | Coppa di Germania | Coppa di Germania | Coppa di Germania | Totale   | Totale | Totale      | Totale     |
| Giocatore          | Presenze           | Reti               | Ammonizioni        | Espulsioni         | Presenze          | Reti              | Ammonizioni       | Espulsioni        | Presenze | Reti   | Ammonizioni | Espulsioni |
| ------------------ | ------------------ | ------------------ | ------------------ | ------------------ | ----------------- | ----------------- | ----------------- | ----------------- | -------- | ------ | ----------- | ---------- |
| L. Arenz           | 3                  | 0                  | 0                  | 0                  | 0                 | 0                 | 0                 | 0                 | 3        | 0      | 0           | 0          |
| K. Avcı            | 33                 | 12                 | 9                  | 1                  | 1                 | 0                 | 1                 | 0                 | 34       | 12     | 10          | 1          |
| H. Bonmann         | 6                  | 0                  | 0                  | 0                  | 0                 | 0                 | 0                 | 0                 | 6        | 0      | 0           | 0          |
| T. Denker          | 7                  | 0                  | 3                  | 0                  | 0                 | 0                 | 0                 | 0                 | 7        | 0      | 3           | 0          |
| M. Dombrowka       | 16                 | 0                  | 0                  | 1                  | 1                 | 0                 | 0                 | 0                 | 17       | 0      | 0           | 1          |
| M. Ellmann         | 31                 | 3                  | 2                  | 0                  | 1                 | 0                 | 0                 | 0                 | 32       | 3      | 2           | 0          |
| Y. Geisler         | 1                  | 0                  | 0                  | 0                  | 0                 | 0                 | 0                 | 0                 | 1        | 0      | 0           | 0          |
| S. Grummel         | 23                 | 0                  | 9                  | 0                  | 1                 | 0                 | 1                 | 0                 | 24       | 0      | 10          | 0          |
| K. Grund           | 32                 | 7                  | 4                  | 1                  | 1                 | 0                 | 0                 | 0                 | 33       | 7      | 4           | 1          |
| R. Guirino         | 30                 | 1                  | 9                  | 0                  | 1                 | 0                 | 0                 | 0                 | 31       | 1      | 9           | 0          |
| M. Heppke          | 27                 | 3                  | 5                  | 0                  | 1                 | 0                 | 1                 | 0                 | 28       | 3      | 6           | 0          |
| D. Ivancicevic     | 5                  | 0                  | 0                  | 0                  | 0                 | 0                 | 0                 | 0                 | 5        | 0      | 0           | 0          |
| S. Jansen          | 0                  | 0                  | 0                  | 0                  | 0                 | 0                 | 0                 | 0                 | 0        | 0      | 0           | 0          |
| J. Klauke          | 2                  | 0                  | 0                  | 0                  | 0                 | 0                 | 0                 | 0                 | 2        | 0      | 0           | 0          |
| B. Koep            | 36                 | 14                 | 7                  | 0                  | 1                 | 0                 | 0                 | 0                 | 37       | 14     | 7           | 0          |
| P. Kunz            | 0                  | 0                  | 0                  | 0                  | 0                 | 0                 | 0                 | 0                 | 0        | 0      | 0           | 0          |
| M. Laletin         | 22                 | 2                  | 4                  | 0                  | 0                 | 0                 | 0                 | 0                 | 22       | 2      | 4           | 0          |
| D. Lamczyk         | 19                 | 0                  | 0                  | 0                  | 1                 | 0                 | 0                 | 0                 | 20       | 0      | 0           | 0          |
| H. Lemke           | 33                 | 0                  | 5                  | 0                  | 1                 | 0                 | 0                 | 0                 | 34       | 0      | 5           | 0          |
| L. Lenz            | 5                  | 0                  | 0                  | 0                  | 0                 | 0                 | 0                 | 0                 | 5        | 0      | 0           | 0          |
| J. Massoma         | 1                  | 0                  | 0                  | 0                  | 0                 | 0                 | 0                 | 0                 | 1        | 0      | 0           | 0          |
| K. Nakowitsch      | 9                  | 0                  | 1                  | 0                  | 0                 | 0                 | 0                 | 0                 | 9        | 0      | 1           | 0          |
| M. Rodenberg       | 23                 | 0                  | 1                  | 0                  | 1                 | 0                 | 1                 | 0                 | 24       | 0      | 2           | 0          |
| K. Rodrigues-Pires | 32                 | 5                  | 11                 | 1                  | 1                 | 0                 | 0                 | 0                 | 33       | 5      | 11          | 1          |
| K. Sawin           | 28                 | 8                  | 2                  | 0                  | 1                 | 0                 | 0                 | 0                 | 29       | 8      | 2           | 0          |
| M. Schlomm         | 1                  | 0                  | 0                  | 0                  | 0                 | 0                 | 0                 | 0                 | 1        | 0      | 0           | 0          |
| D. Schwabke        | 13                 | 0                  | 1                  | 0                  | 0                 | 0                 | 0                 | 0                 | 13       | 0      | 1           | 0          |
| E. Shala           | 0                  | 0                  | 0                  | 0                  | 0                 | 0                 | 0                 | 0                 | 0        | 0      | 0           | 0          |
| C. Soukou          | 25                 | 4                  | 5                  | 0                  | 0                 | 0                 | 0                 | 0                 | 25       | 4      | 5           | 0          |
| C. Telch           | 29                 | 0                  | 4                  | 0                  | 0                 | 0                 | 0                 | 0                 | 29       | 0      | 4           | 0          |
| S. Tokat           | 7                  | 0                  | 0                  | 0                  | 0                 | 0                 | 0                 | 0                 | 7        | 0      | 0           | 0          |
| V. Wagner          | 26                 | 3                  | 4                  | 0                  | 1                 | 0                 | 1                 | 0                 | 27       | 3      | 5           | 0          |
| M. Wiese           | 2                  | 1                  | 1                  | 0                  | 0                 | 0                 | 0                 | 0                 | 2        | 1      | 1           | 0          |